# 古川町立中山小学校
古川町立中山小学校 （ふるかわちょうりつ なかやましょうがっこう）は、かつて岐阜県吉城郡古川町（現・飛騨市古川町）に存在した公立小学校。

## 概要
- 古川町の学校の再編により新設された小学校であり、校区は旧・細江村の一部（袈裟丸・野口・末真・戸市）と旧・小鷹利村の一部（信包・黒内・谷・寺地・笹ヶ洞）であった。
- 1965年、中山東小学校、中山南小学校に分割され、わずか2年（1963年4月～1965年3月）で廃校。また、開校から閉校まで統合校舎は設置されなかった。

## 沿革
- 1962年（昭和37年）
  - 2月 - 古川町議会で古川町立袈裟丸小学校、古川町立末真小学校、古川町立信包小学校を統合し、古川町立中山小学校を新設、及び中山小学校校舎の建設が議決される。
  - 3月 - 建設費用の問題により、学校統合委員会で校舎の建設中止が提案される。
  - 4月 - 校舎の建設を白紙化。統合される3つの小学校を分教室とすることが決まる。
- 1963年（昭和38年）4月 - 袈裟丸小学校、末真小学校、信包小学校を統合し、古川町立中山小学校として開校。旧・袈裟丸小学校を袈裟丸分教室、旧・末真小学校を末真分教室、旧・信包小学校を信包分教室とする。校長室は袈裟丸分教室に設置される。
- 1964年（昭和39年）4月 - 袈裟丸分教室が末真分教室を統合する。
- 1965年（昭和40年）3月 - 中山東小学校と中山南小学校に分割され、廃校。